# Nils-Joel Englund
Pour les articles homonymes, voir Englund.
Nils-Joel Englund (né le 7 avril 1907 et décédé le 23 juin 1995) est un ancien fondeur suédois.

## Jeux olympiques
- Jeux olympiques d'hiver de 1936 à Garmisch-Partenkirchen 
  -  Médaille de bronze sur 50 km.

## Championnats du monde
- Championnats du monde de ski nordique 1933 à Innsbruck 
  -  Médaille d'or sur 18 km.
  -  Médaille d'or en relais 4 × 10 km.
- Championnats du monde de ski nordique 1934 à Sollefteå 
  -  Médaille d'argent sur 50 km.
  -  Médaille de bronze en relais 4 × 10 km.
- Championnats du monde de ski nordique 1935 à Vysoke Tatry 
  -  Médaille d'or sur 50 km.
  -  Médaille de bronze en relais 4 × 10 km.